# Nycterosea kuthyi
Nycterosea kuthyi är en fjärilsart som beskrevs av Szent-ivany 1938. Nycterosea kuthyi ingår i släktet Nycterosea och familjen mätare. Inga underarter finns listade i Catalogue of Life.